# Клавил Мотвил
Клавил Мотвил (фр. Claville-Motteville) насеље је и општина у северној Француској у региону Горња Нормандија, у департману Приморска Сена која припада префектури Руан.
По подацима из 2011. године у општини је живело 275 становника, а густина насељености је износила 29,7 становника/km². Општина се простире на површини од 9,26 km². Налази се на средњој надморској висини од 150 метара (максималној 174 m, а минималној 97 m).

## Демографија
| 1962. | 1968. | 1975. | 1982. | 1990. | 1999. | 2011. |
| ----- | ----- | ----- | ----- | ----- | ----- | ----- |
| 224   | 251   | 207   | 268   | 243   | 233   | 275   |

График промене броја становника у току последњих година